# Reasi
Reasi is een stad en “notified area” in het Indiase unieterritorium Jammu en Kasjmir. Het is de hoofdplaats van het gelijknamige district Reasi en ligt aan de rivier de Chenab.

## Demografie
Volgens de Indiase volkstelling van 2001 wonen er 6.981 mensen in Reasi, waarvan 54% mannelijk en 46% vrouwelijk is. De plaats heeft een alfabetiseringsgraad van 75%.